# Nikita Konovalov
Pour les articles homonymes, voir Konovalov.
Nikita Konovalov (en russe : Никита Коновалов) (né le 27 juillet 1989 à Omsk) est un nageur russe en activité, spécialiste des épreuves de papillon et de nage libre. 
Konovalov était accro aux jeux informatiques et, à cause de cela, vers 2006, il a séché l'école et les séances de formation pendant plusieurs mois. Il porte un tatouage couvrant sa poitrine et ses bras, dédié à Illidan Hurlorage , un personnage de la série de jeux vidéo Warcraft . 

## Palmarès

### Championnats du monde

#### En grand bassin
- Championnats du monde 2009 à Rome (Italie) :
  -  Médaille d'argent au titre du relais 4 × 100 m 4 nages[1].

#### En petit bassin
- Championnats du monde 2010 à Dubaï (Émirats arabes unis) :
  -  Médaille d'argent au titre du relais 4 × 100 m 4 nages[1].
  -  Médaille d'argent au titre du relais 4 × 100 m nage libre[1].

### Championnats d'Europe

#### En grand bassin
- Championnats d'Europe 2012 à Debrecen (Hongrie) :
  -  Médaille de bronze au titre du relais 4 × 100 m nage libre.

#### En petit bassin
- Championnats d'Europe 2011 à Szczecin (Pologne) :
  -  Médaille d'argent au titre du relais 4 × 50 m nage libre

- Championnats d'Europe 2013 à Herning (Danemark) :
  -  Médaille d'or au titre du relais 4 × 50 m nage libre
  -  Médaille d'or au titre du relais 4 × 50 m quatre nages

- Championnats d'Europe 2015 à Netanya (Israël) :
  -  Médaille de bronze sur 100 m papillon
  -  Médaille d'or au titre du relais 4 × 50 m nage libre
  -  Médaille d'argent au titre du relais 4 × 50 m nage libre mixte